# Nádori kripta
A Nádori kripta (németül: Palatinsgruft) a Budavári Palotában, Budapesten található. A Habsburg–Lotaringiai-ház magyar ágának temetkezési helye. Eredetileg az 1769-ben felszentelt barokk Szent Zsigmond-palotakápolna altemploma volt, amelyet később alakítottak át a nádori család sírboltjává József nádor kérésére. A kripta a Budai Vár egyetlen olyan belső része, amely túlélte a második világháború pusztításait, és az azt követő években sem került lebontásra. A kripta első lakója József nádor és harmadik felesége, Mária Dorottya első gyermeke, az 1820-ban, mindössze 23 napos korában elhunyt Erzsébet Karolina főhercegnő volt.
A Nádori Kripta különlegessége, hogy a II. világháború pusztításai ellenére is megőrizte eredeti állapotát, illetve a 2010-es évek közepén itt helyeztek örök nyugalomra a Habsburg-család egyik elhunyt tagját. A kripta jelenleg csak vezetett séták alkalmával látogatható, mivel bejárata a Magyar Nemzeti Galéria egyik kiállítóteréből nyílik. A látogatók így betekintést nyerhetnek a Habsburgok magyarországi történelmébe és a család személyes sorsába is.

## Története
A Nádori Kriptát az 1769-ben befejezett új Szent Zsigmond templom (Vártemplom) alatt alakították ki. Bejárat a sírboltba csak a királyi palotából volt, bár eredetileg a kórus alatti részről induló keskeny lépcsővel tervezték a lejáratot, mégsem az valósult meg. A kriptába a palotából a Szent Jobb-kápolna mellett a szögletes belső udvaron át, vagy kívülről az oroszlános udvarról ugyancsak a belső udvaron át lehetett bejutni. A plébánia első fennállásának idején, 1777-ig 10 anyakönyvi bejegyzés történt a halottak rovatába. A sírbolt első lakója egy gyermek, Affolter Péternek, a palota felügyelőjének csecsemő lánya, a második Hoffmann János, az új királyi palota Bécsből küldött kapusa volt. Utána Pitroff Károly következett, a második plébános, majd Affolter Péter első felesége. Őt követte Pfiszterer udvari tisztviselő húszéves fia, végül az új kapus, Kubesch Mátyás négy piciny gyermeke. A gyermekeket a kripta aljába ásták be, a felnőtteket oldalüregekbe falazták el. A kripta 1777-től újra használaton kívül állott.
A „nádori sírbolt” első lakója József nádor és harmadik felesége Mária Dorottya főhercegnő első gyermeke az 1820. augusztus 23-án 23 napos korában elhunyt Erzsébet Karolina főhercegnő volt. 1837. november 12-én hunyt el a nádor 13 éves fia, Sándor Lipót főherceg. Őt is a Zsigmond-kápolna alatti kriptában temették el a nyilvánosság teljes kizárásával.József nádor e két temetés után határozott a családi sírbolt kialakításáról. Engedélyt kért Ferdinánd császártól, hogy az udvari szokásoktól eltérően a Zsigmond-kápolna kriptáját családi temetkezőhellyé alakíttathassa át. A beleegyező választ után József nádor megbízta Franz Hüppmann építészt a tervek elkészítésével.
Az átépítés során 1838. március 23-án a korábban itt eltemetett közrendű halottakat a földbe ásták, és nevüket a két belső terem közötti átjáró falába süllyesztett réztáblára írták fel. 
Az 1849 májusában lezajlott ostrom és a nádori palotában pusztító tűzvész következtében a kápolna is megsérült. Végleges formáját az 1852. évi helyreállításkor Pollack Ágost – Pollack Mihály építész fia – alakította ki.

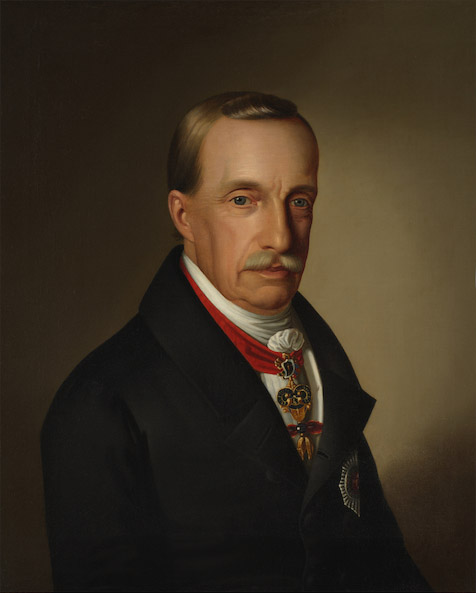
József nádor, a kripta építtetője. Barabás Miklós festményén.

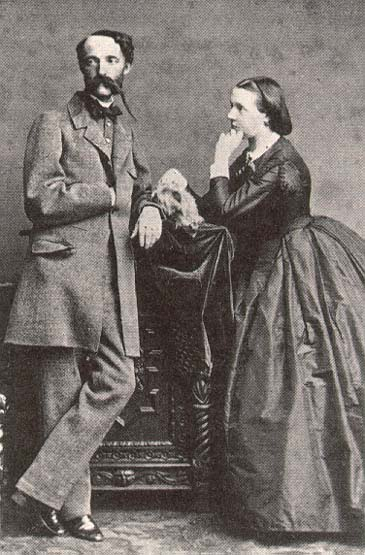
István nádor és ikertestvére, Hermina főhercegnő.

Mária Dorottya halála után a kripta átalakításával József Károly főherceg foglalkozott. A tervek kivitelezését Ybl Miklósra bízta. Az ötvenes években azonban csak annyi történt, hogy a Szent István-kápolna felé benyúló fülkét és az azzal szemben állót befalaztatta. Az építkezés Ybl 1891-ben bekövetkezett halálával abbamaradt. 
A kripta sértetlenül túlélte a második világháborút, és nem pusztult el a háború utáni újjáépítés alatt sem, bár zárva volt a nagyközönség előtt. A nádori kriptát először 1966-ban törték fel, de akkor a szarkofágokat nem bántották. Később a behatolás többször is megismétlődött, a szarkofágok tetejét leemelték, de a holttesteket nem bántották. 1973-ban néhány honvéd a megrongált ablakokon át behatolt a sírboltba és a nádori család sírjait teljesen feldúlt állapotban találta. Zolnay László régész így ír a látottakról: „Szemléink során a kriptában - mintha csak egy boszorkányszombat másnapján látogattunk volna el ide - kegyetlen látvány fogadott. A kőszarkofágoknak fölemelhető vagy oldalt elfordítható fedőlapjait fölemelt vagy elforgatott állapotban találtuk. A kő sírládákban elhelyezett fémkoporsókat pedig a betörők hidegvágóval felmetszették, hogy hozzáférhessenek a bebalzsamozott tetemekhez. Az így felfeszített belső fémkoporsókból kirángatták a tetemek nagy részét. Korán elhalt kisgyermekek kis koporsóit is felfeszítették, s az egyik fiatal nő bebalzsamozott tetemét koporsójából kidobálva, földre vetve találtuk. Mint utóbb agnoszkálták: az ifjan elhunyt Hermina királyi hercegnő, István nádor ikertestvére volt ez, aki meghalt 1842. február 23-án. Hullámosra fésült hajzata körülfonta koponyáját. A sírrablók kirángatták koporsójából az 1847. január 13-án elhunyt József nádor mumifikált - s jellegzetes arcvonásairól, szobormása portréjáról, s veres huszárdolmányáról könnyen felismerhető - tetemét. A nádor fejét elválasztották a törzsétől. A nádor törzséről leszakított fejét én magam emeltem fel a földről, s ráhelyeztem József nádor fiának, az 1867-ben elhunyt István nádornak - ugyancsak felszakított - sírfedlapjára. Ugyanekkor József nádor portréiról is ismeretes sárgarézgombos veres dolmányát, felhasított csizmáit - amelyek törzséről leszakítva a földön hevertek - kérésemre Csépány Ákos, múzeumunk restaurátora a Budapesti Történeti Múzeum restaurátorműhelyébe vitette át…”
1973-ban a Magyar Nemzeti Galéria vezetősége befalaztatta az altemplomból a nádori kriptához vezető nyílást és a kriptának azokat a nyugatra néző ablakait is, ahonnan a sírrablók a kriptát megközelítették. Az akkori rendőri nyomozás eredmény nélkül zárult.
A kripta restaurálása 1985-ben 3,5 millió forintos költségvetéssel indult meg. A munkálatokat a Kommunális Beruházó Vállalat igazgatója, Szanyi József felügyelte. A kripta helyreállítása 1987 májusára fejeződött be. A Magyar Nemzet 1987. május 30-án megjelent számában így írt az örvendetes hírről: „Új nevezetessége lesz a budai várpalotának; Megnyitják a nádori kriptát.” A hivatalos megnyitó ünnepséget 1987. október 3-án tartották és József nádor 11 leszármazottja vett részt rajta. A gyászmisét dr. Fábián János (1918–2000) őrkanonok, budavári plébános celebrálta. A családtagok nevében Odescalchi Sándor herceg meghatódott hangon mondott köszönetet mindazoknak, akik részt vállaltak a sírbolt helyreállításának munkálataiból.
A helyreállítás óta a Nádori Kripta a Magyar Nemzeti Galéria kiállításának része.

## A kriptában eltemetett személyek

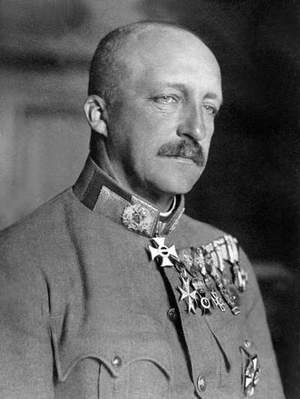
Vitéz Habsburg–Lotaringiai József Ágost főherceg, Magyarország kormányzója, a Magyar Tudományos Akadémia elnöke.

### Eredetileg a kriptában nyugvó személyek
- Paulina Alexandra főhercegnő (1801) - József nádor (1776 – 1847) lánya.
- Hermina Mária Amália anhalti hercegnő (1797. december 2. – 1817. szeptember 14.) - József nádor (1776 – 1847) második felesége.
- Erzsébet Karolina főhercegnő (1820) - József nádor (1776 – 1847) lánya.
- Sándor Lipót főherceg (1825–1837) - József nádor (1776 – 1847) fia.
- Hermina Amália főhercegnő (1817. szeptember 14. – 1842. február 13.) József nádor (1776 – 1847) lánya.
- József főherceg (1776. március 9. – 1847. január 13.) Magyarország nádora 1796-1847
- Mária Dorottya württembergi hercegnő (1797. november 1. – 1855. március 30.) József nádor (1776 – 1847) harmadik felesége.
- Erzsébet főhercegnő (1865. március 18. – 1866. január 7.) József Károly főherceg (1833. – 1905.) lánya.
- István főherceg (1817. szeptember 14. – 1867. február 19.) József nádor (1776 – 1847) fia. Magyarország nádora 1847-1848)
- László főherceg (1875. július 16. – 1895. szeptember 6.) József Károly főherceg (1833. – 1905.) fia.
- Gizella Auguszta Anna Mária főhercegnő (1897–1901) József Ágost főherceg (1872-1962) lánya.
- Klotild főhercegnő (1884–1903) József Károly főherceg (1833-1905) lánya.
- József Károly főherceg (1833. március 2. – 1905. június 13.) József nádor (1776 – 1847) fia.
- Mátyás főherceg (1904–1905) József Ágost főherceg (1872-1962) fia.
- Klotild szász-coburg-koháry hercegnő (1846. július 8. – 1927. június 3.) József Károly főherceg (1833-1905) felesége.

### 1992 után ide temetett családtagok
- László Luitpold főherceg (1901–1946) József Ágost főherceg (1872-1962) fia.
- József Ferenc főherceg (1895. március 8. – 1957. szeptember 25.) József Ágost főherceg (1872-1962) fia.
- Erzsébet Henrietta Klotild Mária Viktória főhercegnő (1883. március 9. – 1958). József Ágost főherceg (1872-1962) lánya.
- József Ágost főherceg (1872. augusztus 9.– 1962. július 6.) József Károly főherceg (1833-1905) fia. Magyarország kormányzója (1918, 1919) az MTA elnöke (1936-1944)
- Auguszta Mária Lujza bajor hercegnő (1875. április 28. – 1964. június 25.) József Ágost főherceg (1872-1962) felesége.
- Anna szász hercegnő (1903. május 4. – 1976. február 8.) József Ferenc főherceg (1896-1957) felesége.
- Zsófia Klementina Erzsébet főhercegnő (1899–1978) - József Ágost főherceg (1872-1962) lánya.
- Anna Terézia főhercegnő (1928. április 19. – 1984. november 28.) József Ferenc főherceg (1896-1957) lánya.

1981-ben, miután az ürömi kriptáját kifosztották, az állami hatóságok itt helyezték nyugalomra Alekszandra Pavlovna orosz nagyhercegnő, József nádor első feleségének maradványait. 2004-ben Alekszandra Pavlovna Romanova magyar nádorné sírja a Habsburg-család beleegyezésével visszakerült Ürömre.

## Boltívek
A Nádori Kripta három – összesen mintegy 25 méter hosszú és 7,5 méter széles – egymással összekapcsolt boltozatos helyiségből áll. Maga a kripta megegyezik a legbelsőbb boltozatos teremmel (C terem). A B és C termek oldalfalait műmárvány burkolat fedi, míg a boltozatos mennyezetet csillagos égboltot és sarkokban angyalokat ábrázoló freskók díszítik. A padló szürke és bordó árnyalatú terrazzo burkolattal van ellátva.
A helyiség – Egy kis kápolna egyszerű oltárral. Az esztergomi főegyházmegye 1838. április 23-án engedélyt adott arra, hogy a kriptában misét lehessen bemutatni.
B helyiség – A középső helyiség József nádor életében üresen maradt. Később itt temették el két Habsburg-gyermeket, Gizella főhercegnőt (1897–1901) és Mátyás főherceget (1904–1905), akik a nádor ükunokái voltak. Gizella szarkofágját egy bájos kis főhercegnő-szobor díszíti, amelyet Senyei Károly szobrász készített. A márványszobor egy családi fénykép alapján készült.
C helyiség – A legbelső boltozatos helyiségben 12 szarkofág található. A terem közepén helyezkedik el József nádor (1776–1847) szarkofágja, amelyet egy monumentális, életnagyságnál kétszer nagyobb márványszobor díszít, Zala György szobrászművész alkotása. A nádor térdelő helyzetben látható, jobb karját védelmezőn nyújtja ki Szent István koronája fölé.
A boltozat bejáratánál, közvetlenül József nádor szarkofágja előtt egy kis sír található, amely Erzsébet Klementina főhercegnő (1865–1866) földi maradványait őrzi. A sírt egy bájos, Istent imádkozva megszólító márványszobor díszíti, amelyet Stróbl Alajos készített.

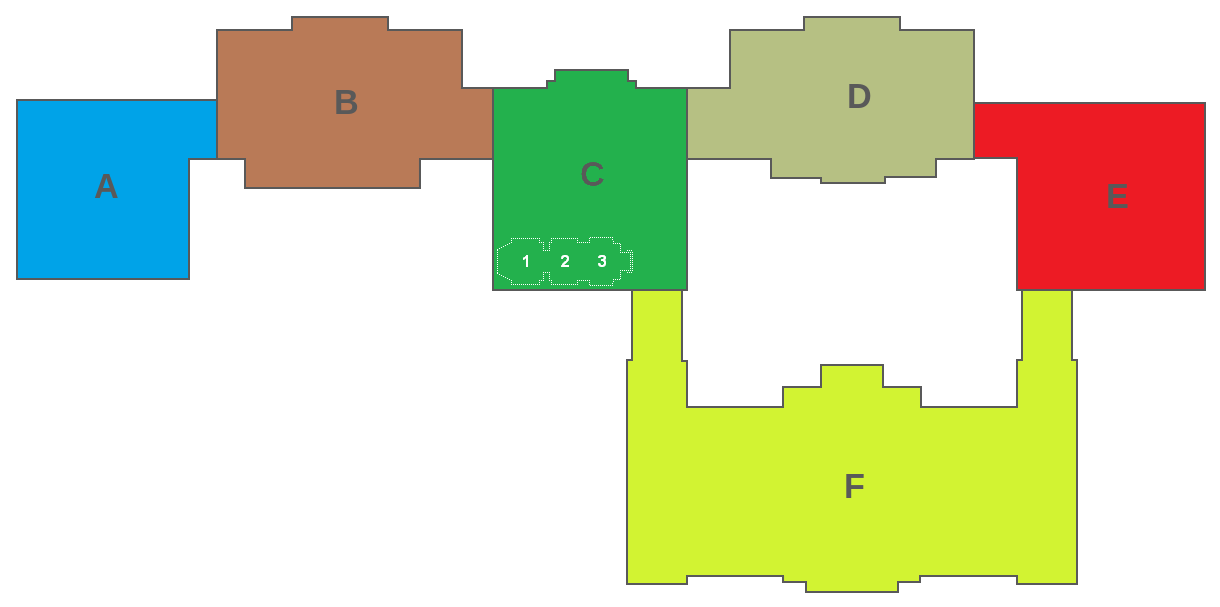
A budavári palota alaprajza: A, B, C, D épület – Magyar Nemzeti Galéria, E épület – Budapesti Történeti Múzeum, F épület – Országos Széchényi Könyvtár. A C épület alatt (zöld) található kripta: az első szoba – a belső kripta, a második – a külső kripta, a harmadik szoba – a kápolna.

A kripta déli falánál áll egy nagy méretű, kettős szarkofág, amely József Károly főherceg (1833–1905) és felesége, Klotild (1846–1927) földi maradványait rejti. Márványszobraikat Zala György készítette, halotti maszkjaik alapján mintázva. Fölöttük egy bronzból készült, széttárt szárnyú „Béke Angyala” áll. Az 1978-as restaurálási munkálatok során Klotild Mária főhercegnőt (1884–1903) újratemették szülei sírjába.
László Fülöp (1875–1895) sírját egy fehér márványszobor díszíti, amely a tragikus vadászbalesetben elhunyt fiatal főherceget ábrázolja. A szobrot Stróbl Alajos készítette, halotti maszkja alapján. A bejárat közelében két további sír található, amelyek Erzsébet Karolina (1820) és Paulina (1801) főhercegnők földi maradványait őrzik. Obeliszkjeiket bronzból készült, repülő angyalok díszítik, és főhercegi koronával vannak megkoronázva.
A többi sír egyszerűbb kialakítású, és többek között István nádor (1817–1867), Sándor Lipót főherceg (1827–1835), Mária Dorottya főhercegnő (1797–1855), Hermina Mária főhercegnő (1797–1817), Hermina Amália főhercegnő (1817–1842) és Alexandra Pavlovna orosz nagyhercegnő (1783–1801) földi maradványait őrzik.
Ide hozatta fel József nádor Paulinát és Alexandra Pavlovna urnáját és szelencéjét a kapucinusoktól, valamint az esztergomi érsekségtől megkapott engedély alapján Herminát a Kálvin téri református templomból. Sajnos Hermina koporsójának felhozatalára már csak a nagy árvíz után került sor, így a holttest erősen roncsolódott, és sem a belső részeket, sem a szívet tartalmazó urna nem került elő.

## Galéria

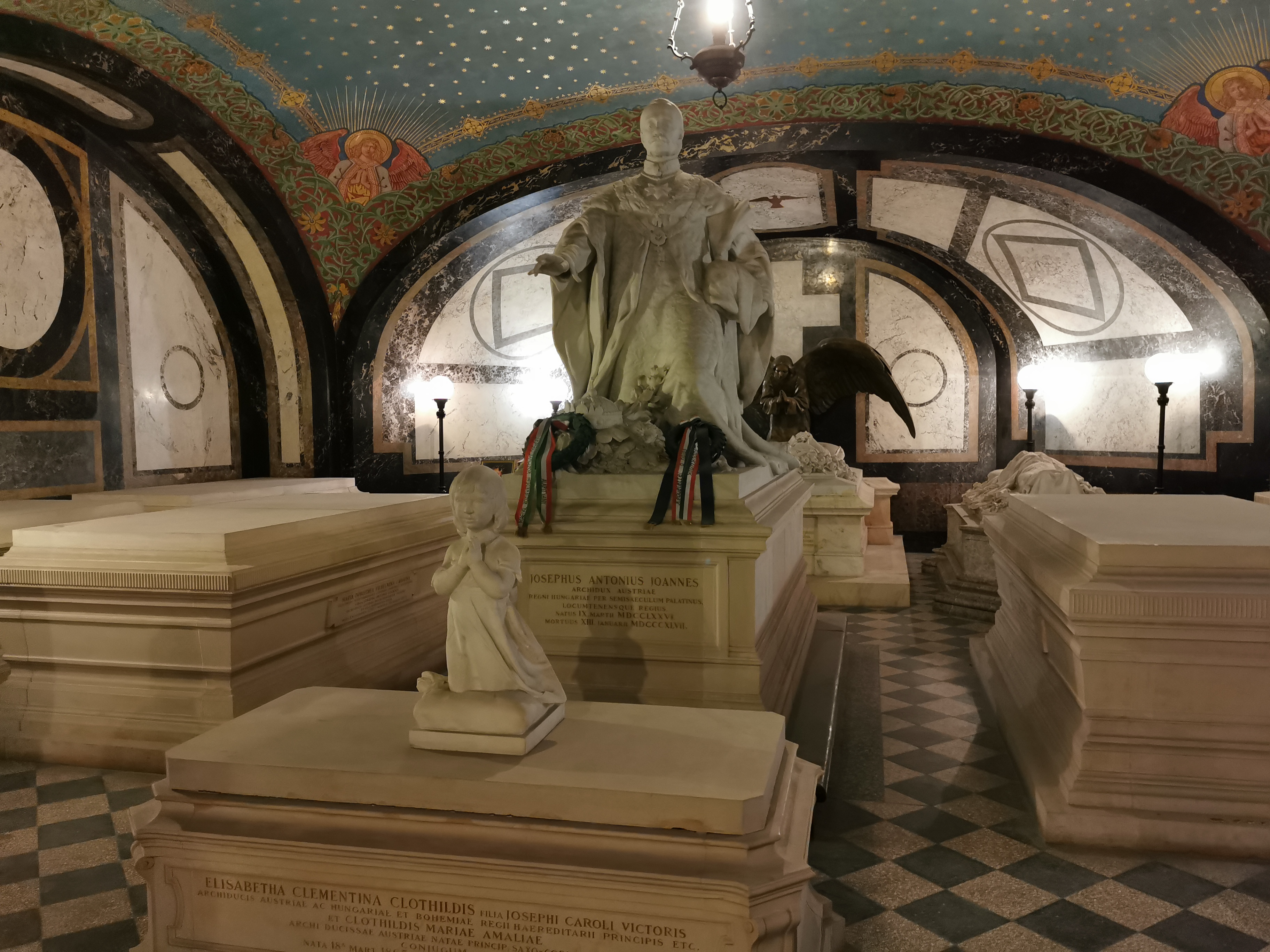
Az első szoba József főherceg († 1847) és családja szarkofágjaival
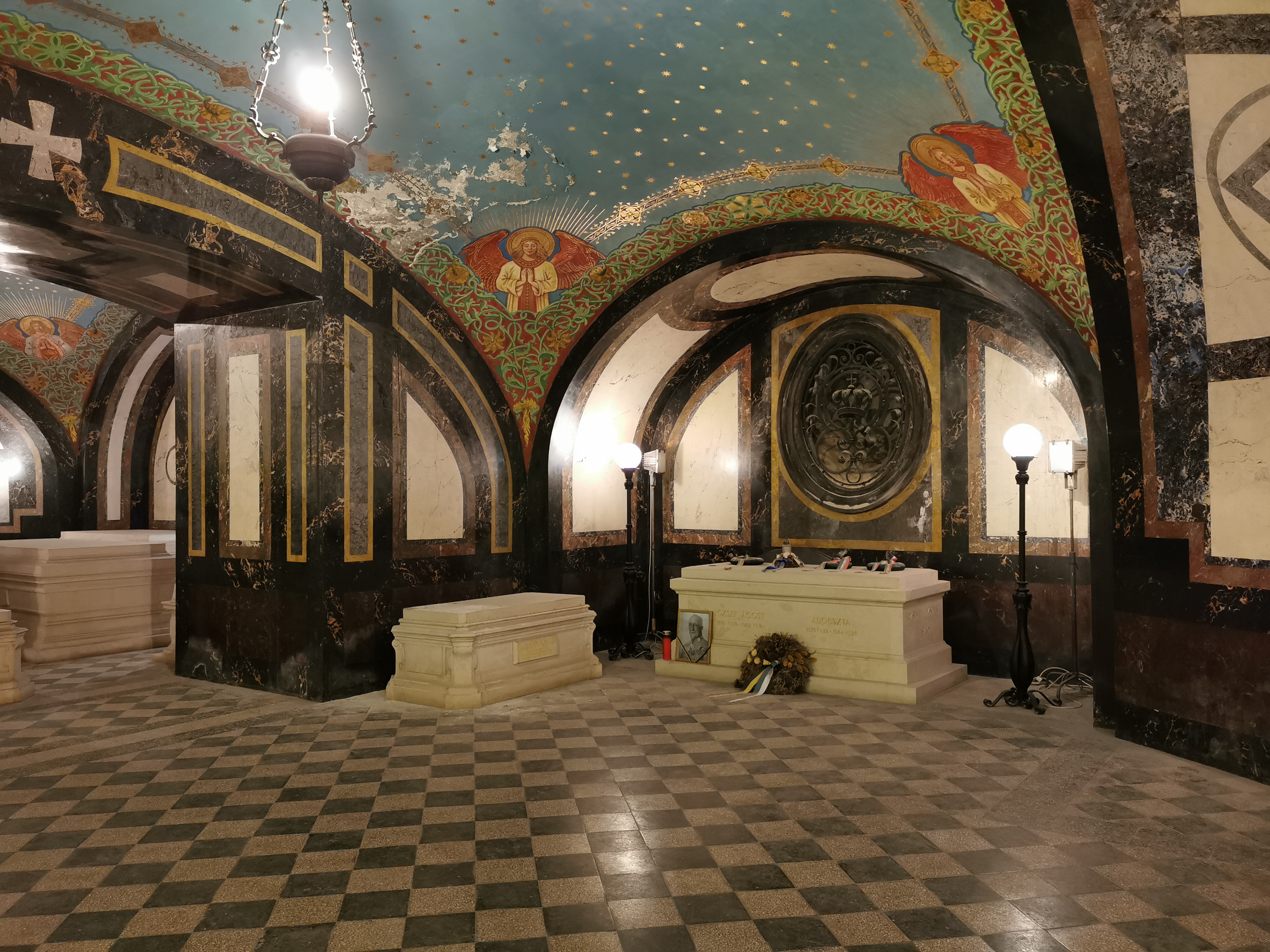
Kilátás a második szobából az első szobába, jobb szélen József Ágost főherceg († 1962) és családja közös szarkofágja.
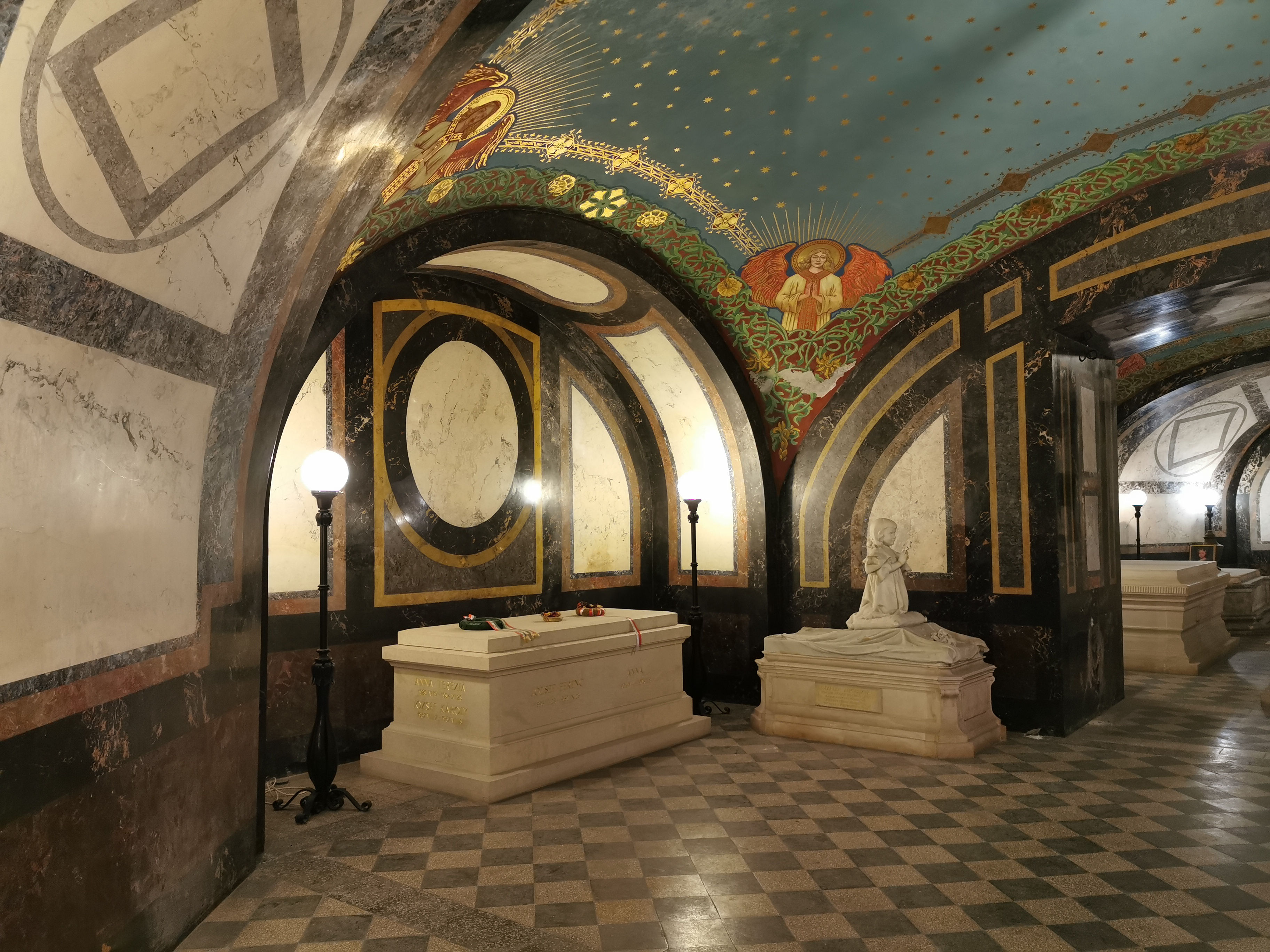
Kilátás a második szobából az első szobába, bal szélen József Ferenc főherceg († 1957) és családja közös szarkofágja
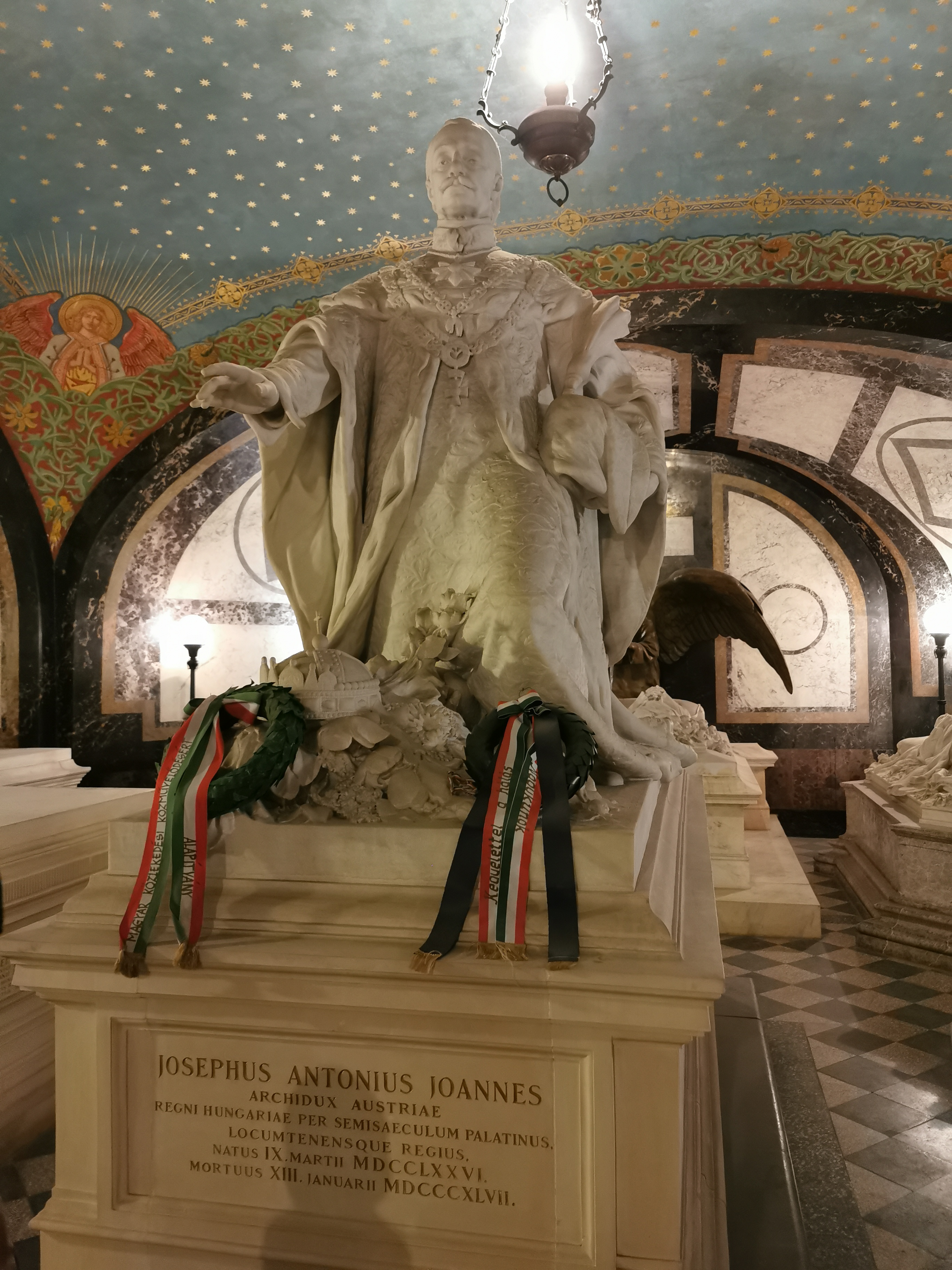
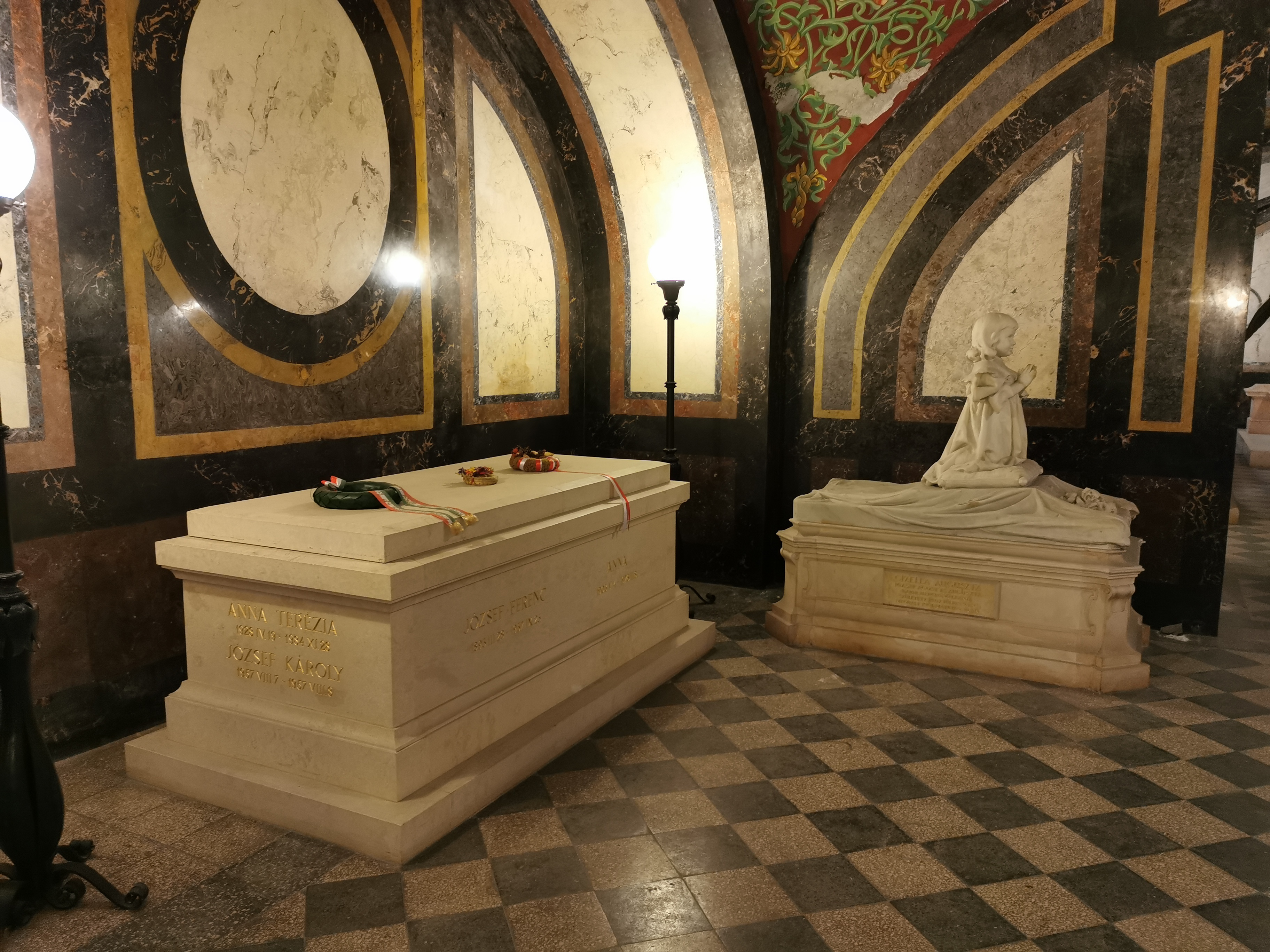
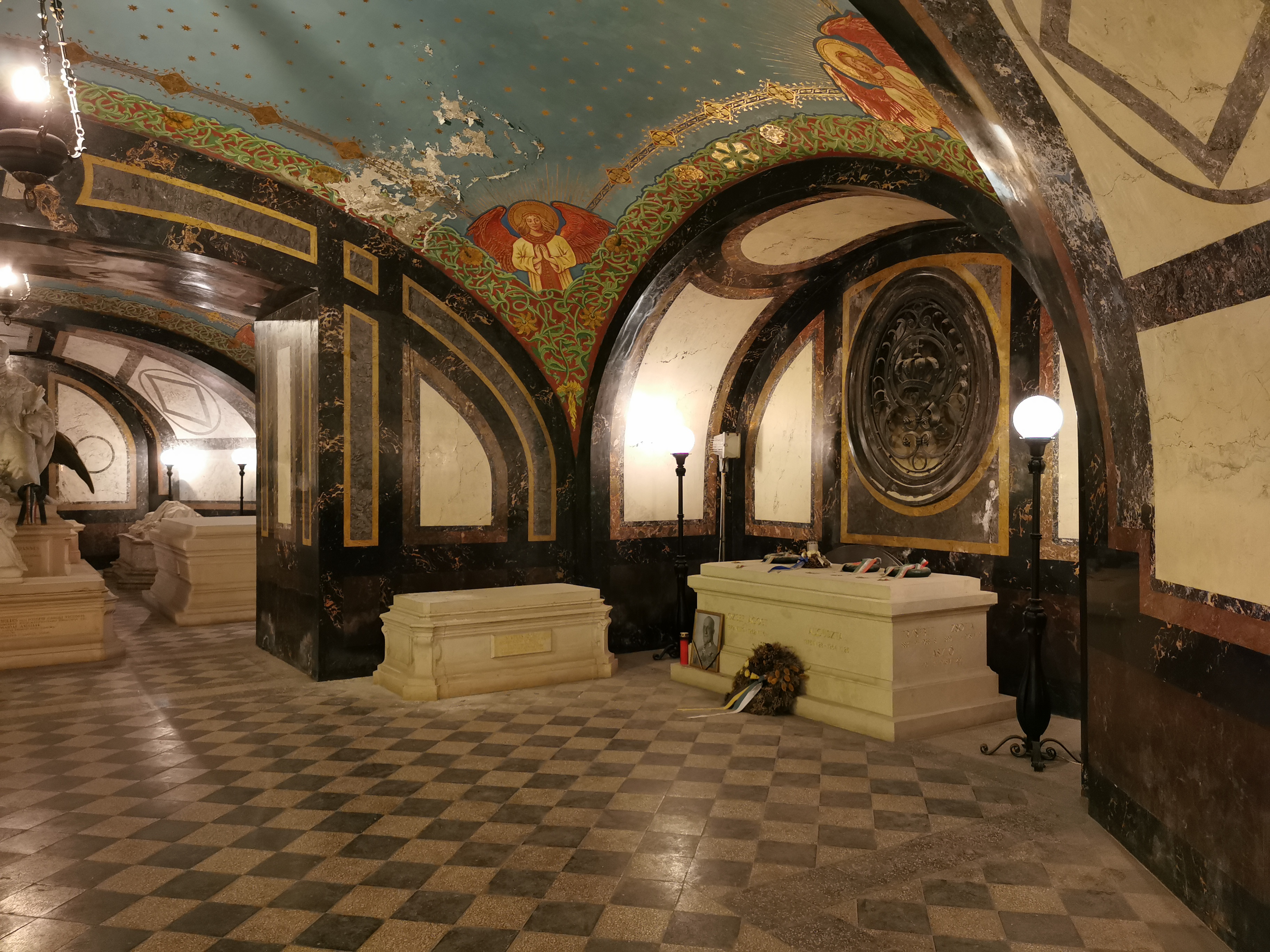
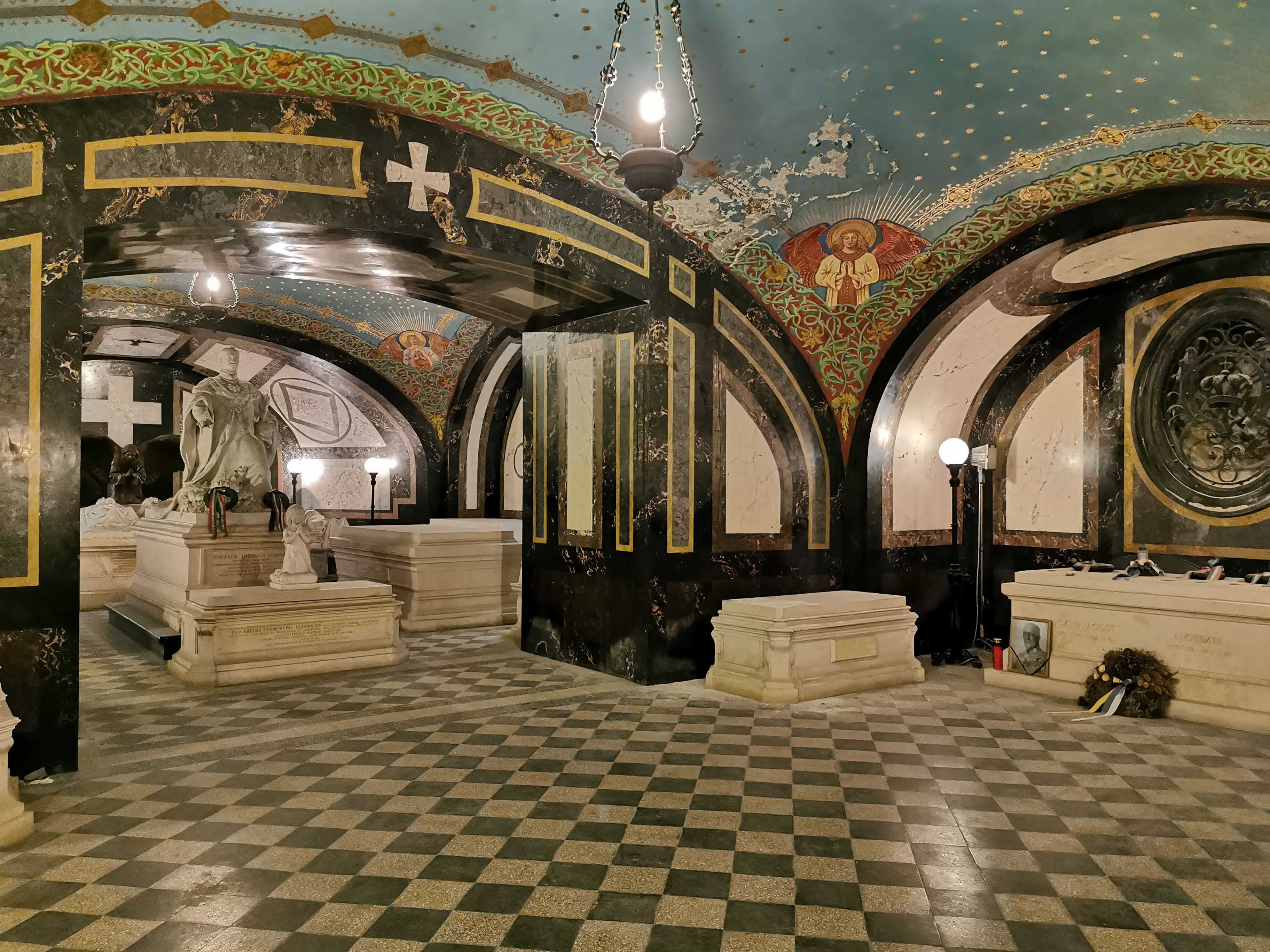
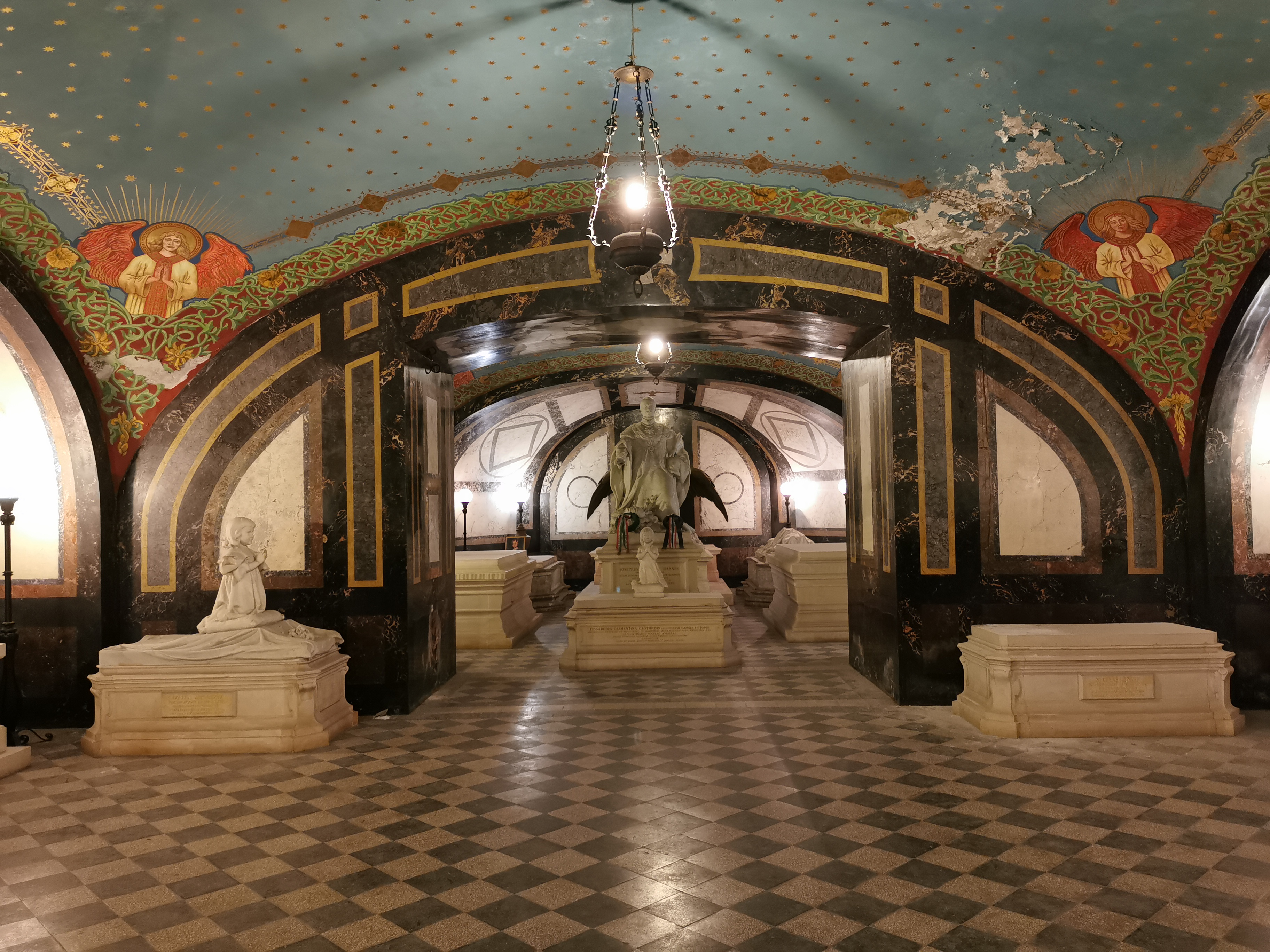
Kilátás a második szobából az első szobába József főherceg († 1847) és családja szarkofágjaival
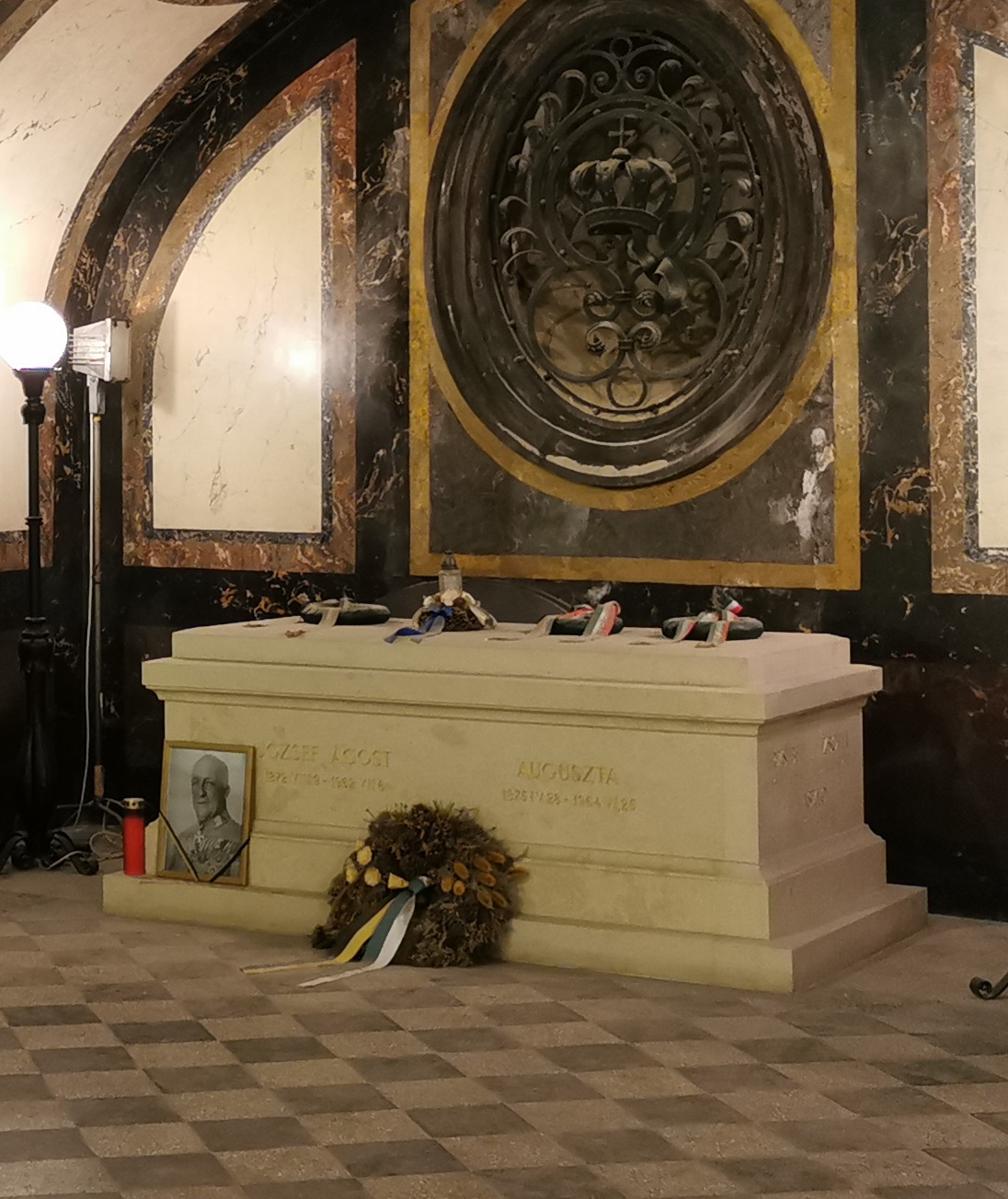
Habsburg-Lotaringiai József Ágost sírja
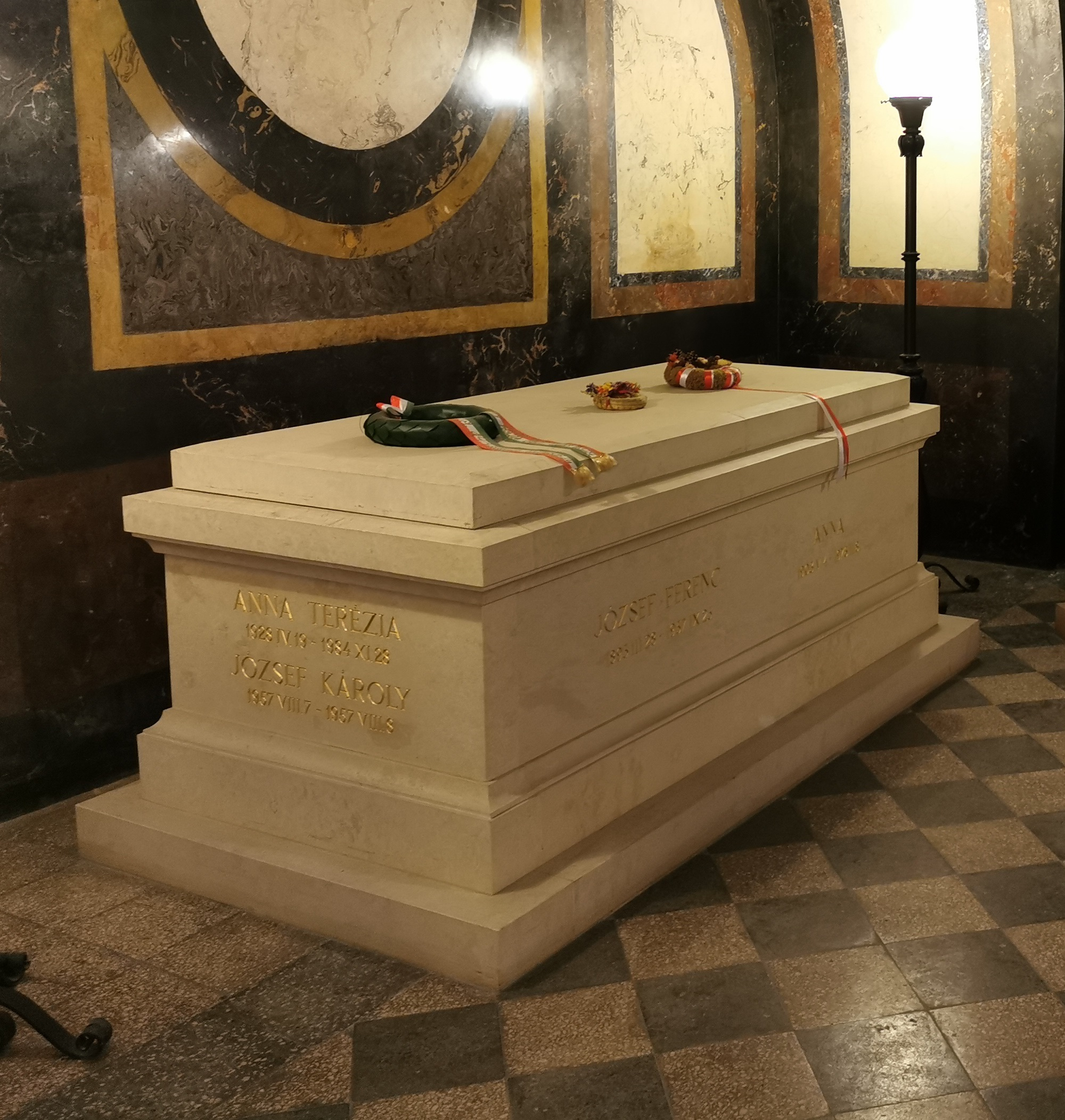
József Ferenc főherceg sírja
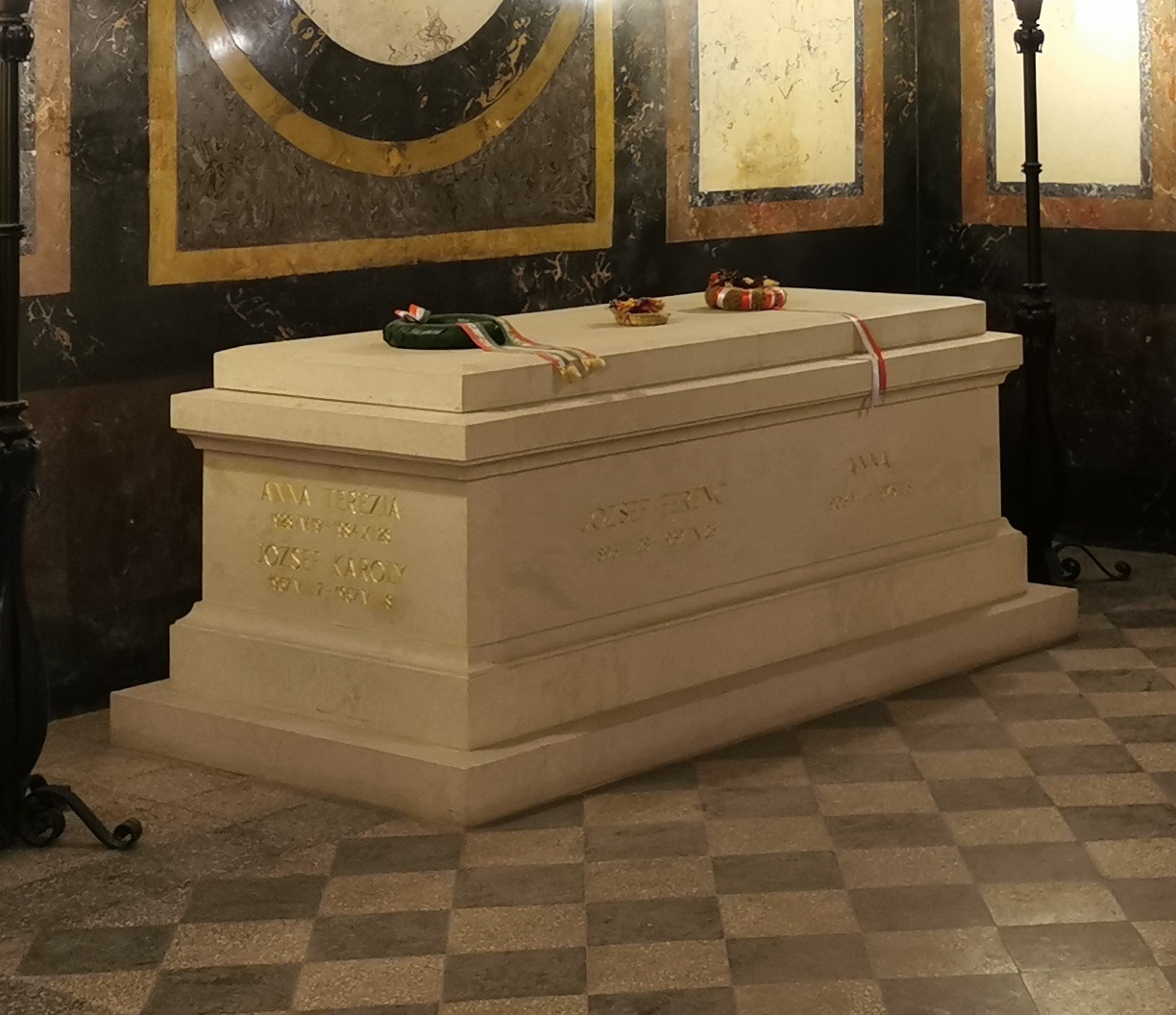
József Ferenc főherceg sírja
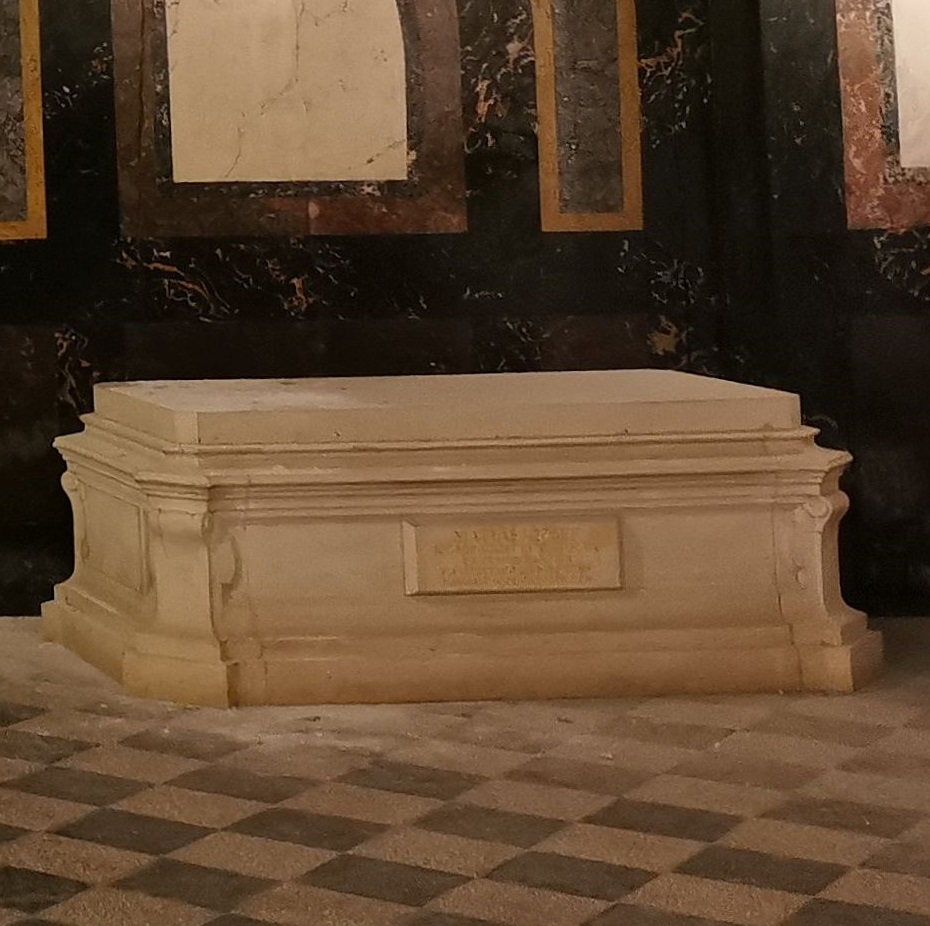
Mátyás főherceg sírja
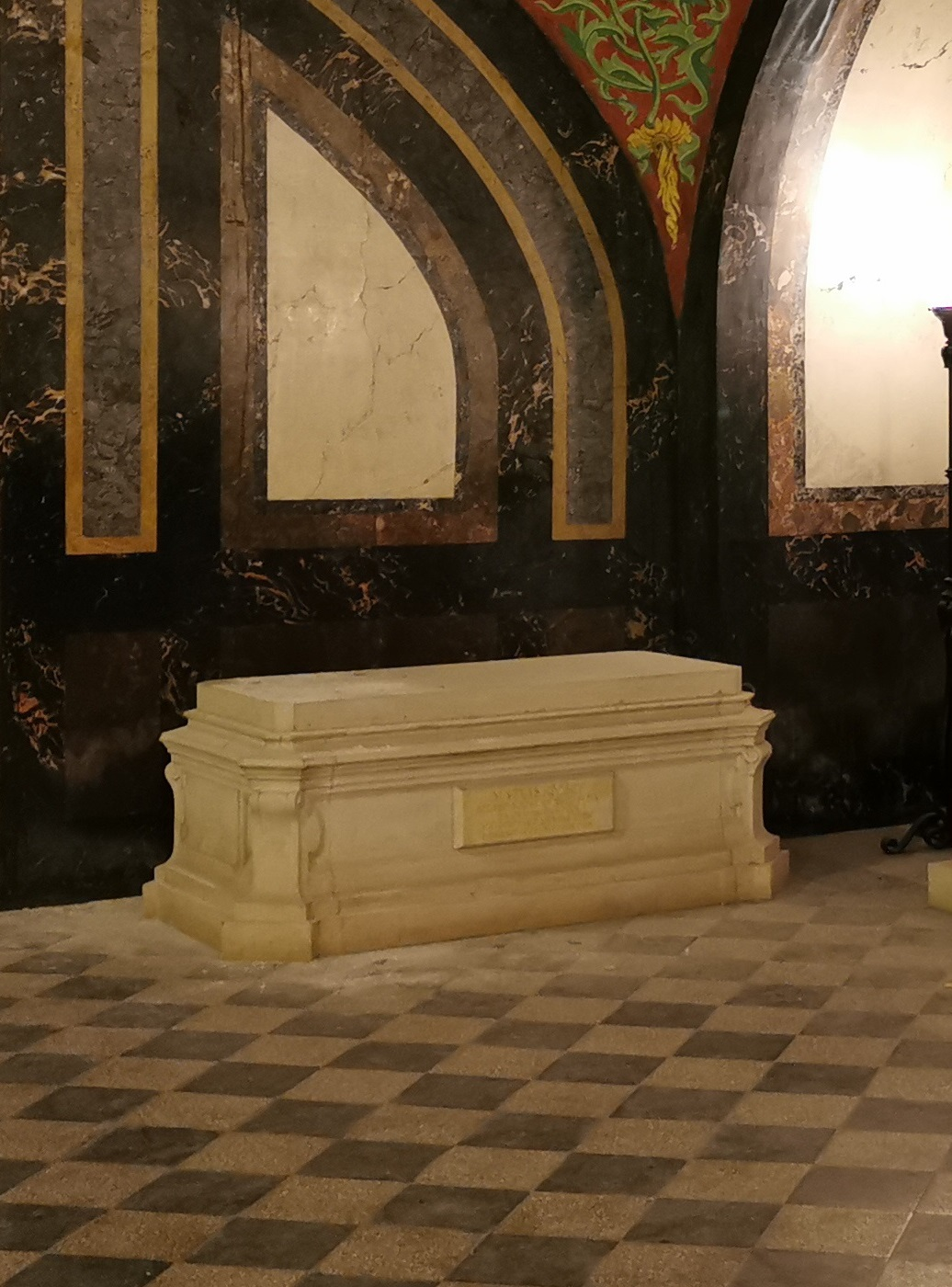
Mátyás főherceg sírja
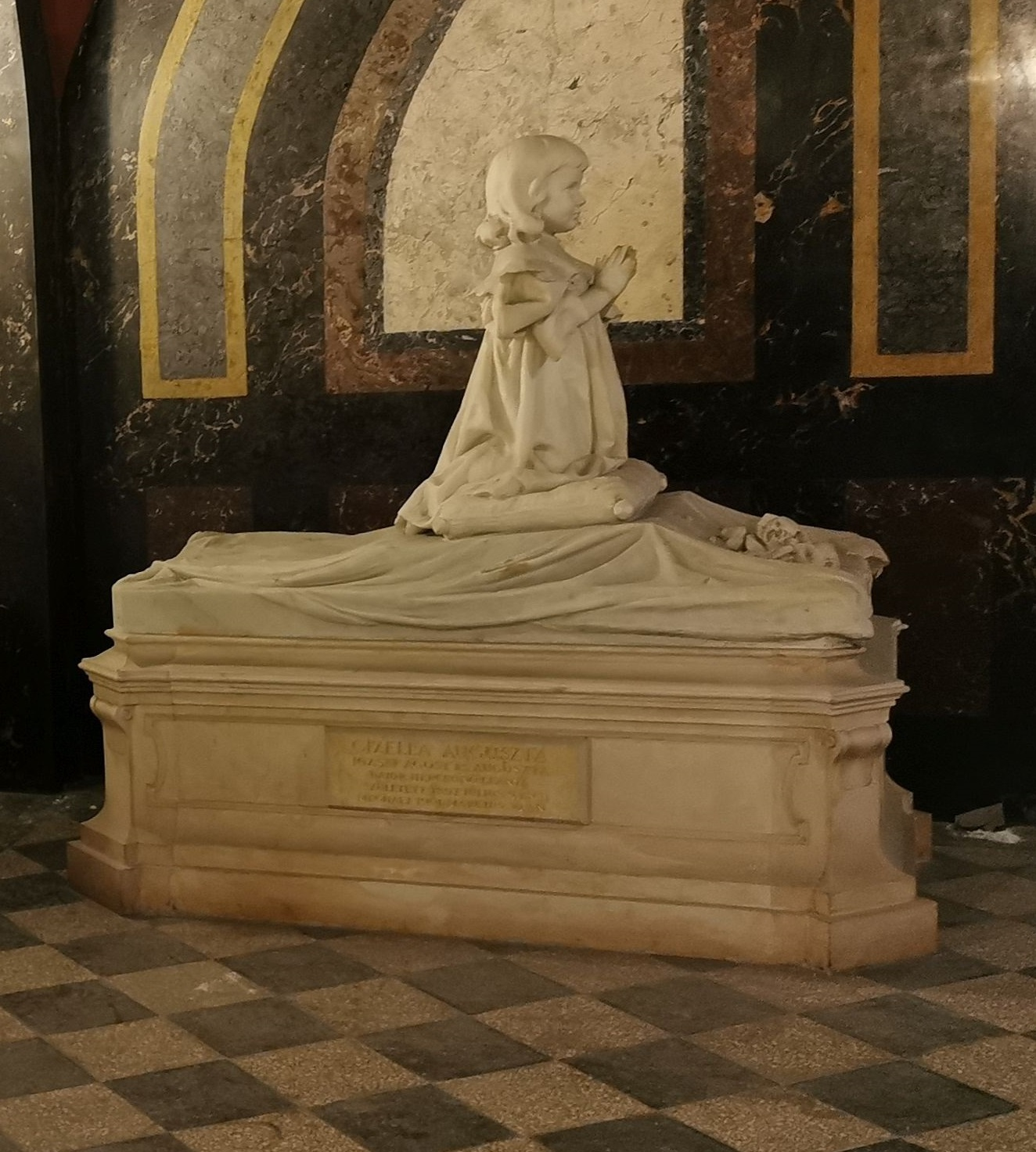
Gizella Auguszta Anna Mária főhercegnő sírja
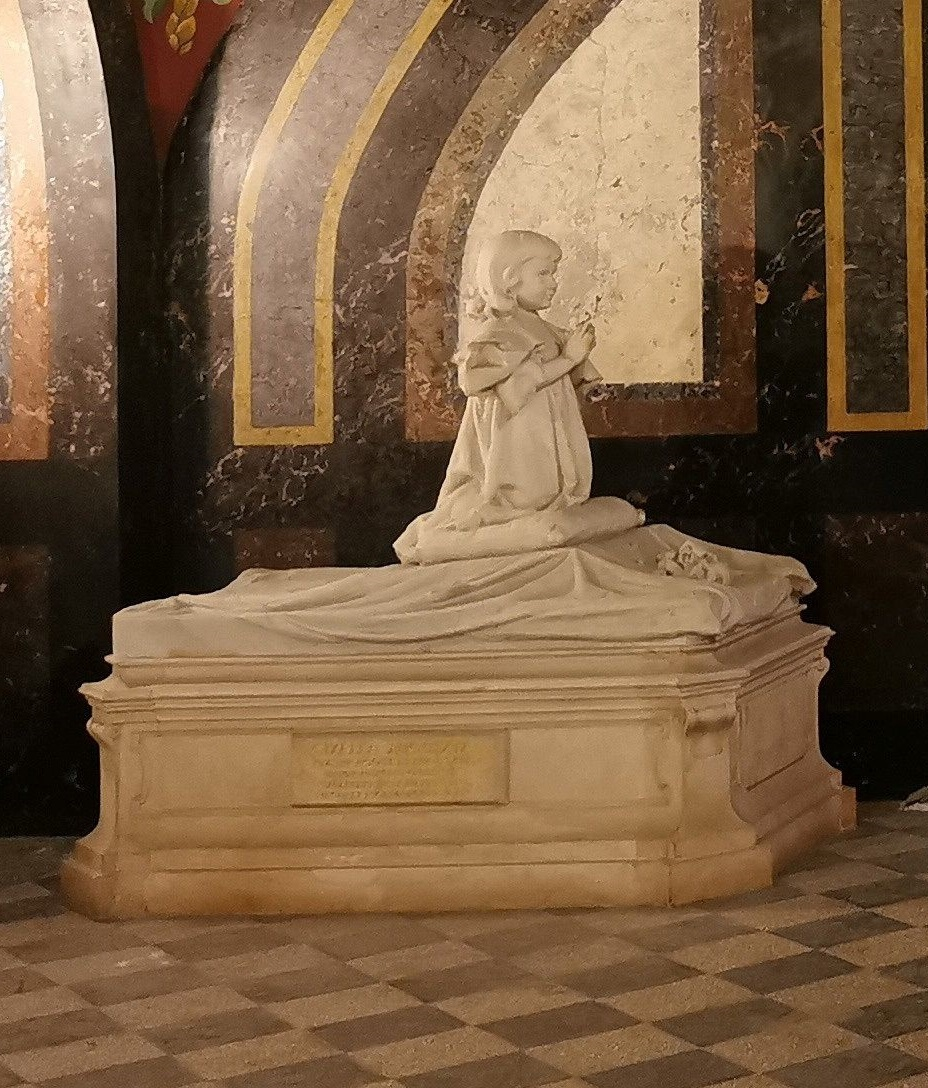
Gizella Auguszta Anna Mária főhercegnő sírja
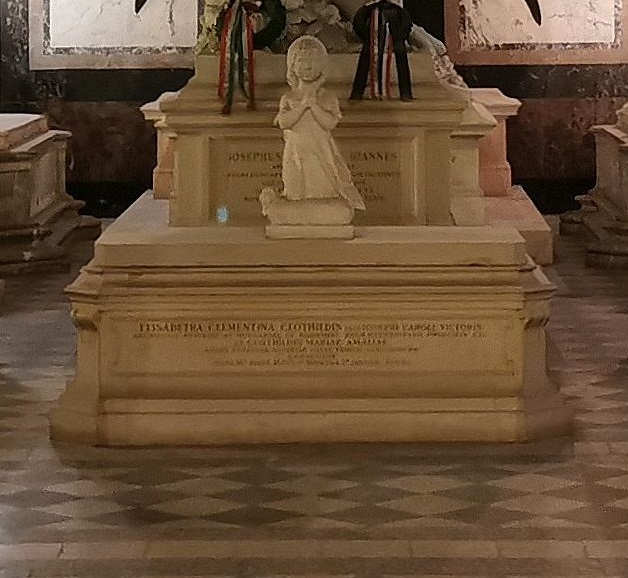
Zsófia Klementina Erzsébet főhercegnő sírja
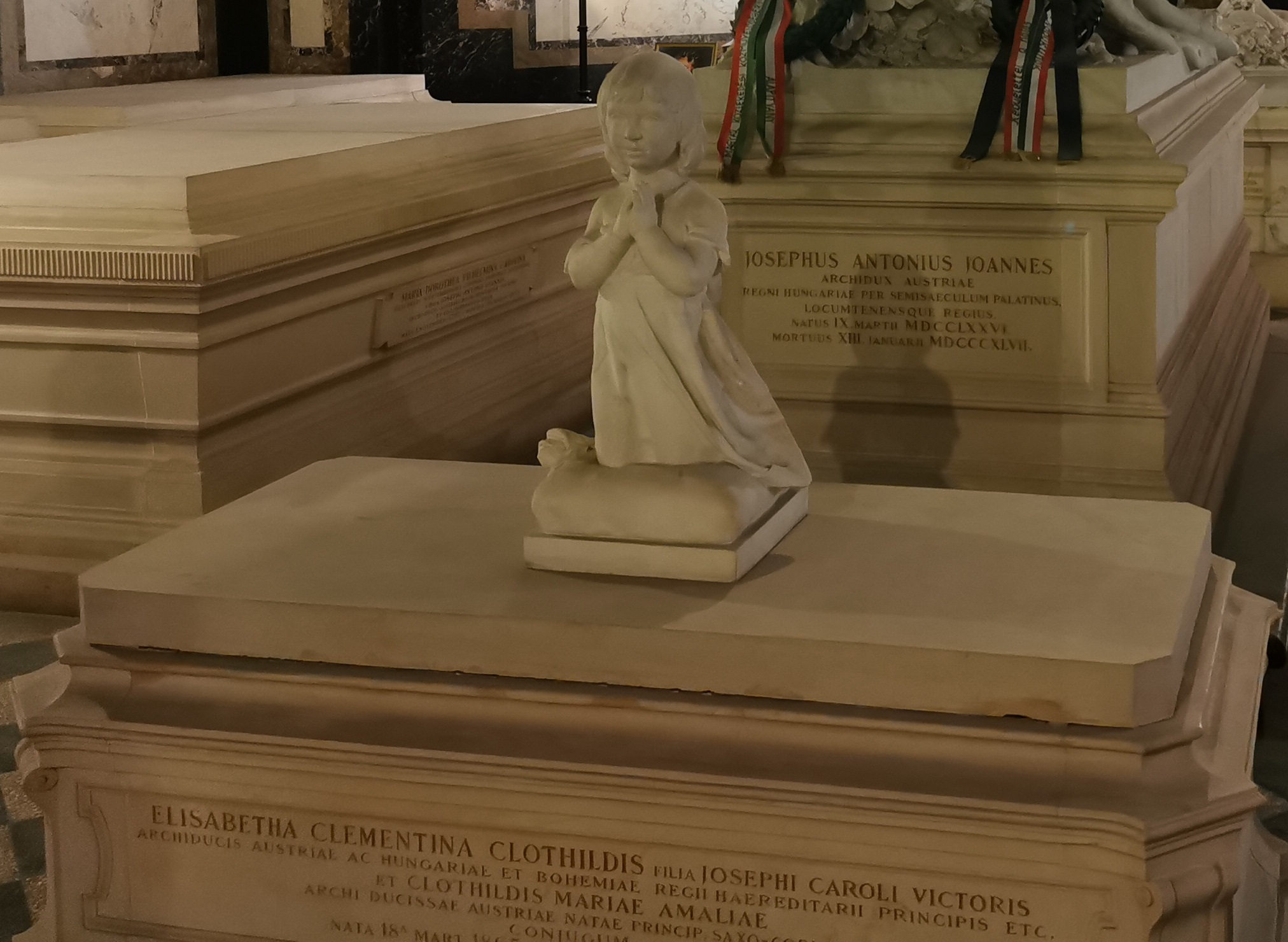
Zsófia Klementina Erzsébet főhercegnő sírja